# Drepanolejeunea integribracteata
Drepanolejeunea integribracteata là một loài Rêu trong họ Lejeuneaceae. Loài này được Bischl. mô tả khoa học đầu tiên năm 1964.